# 劉敏寬
劉敏寬（1545年—1625年），字伯功，號定余、又号定宇，山西平陽府安邑縣人，明朝政治人物。萬曆五年進士，累官三邊總督。

## 生平
萬曆四年（1576年）丙子科山西鄉試第二名，萬曆五年（1577年）丁丑科會試第七十八名，登三甲第九十二名進士。歷官直隸河間府知府，任內興建社倉。二十三年（1595年）春補陝西撫治西寧番夷副使。进参政，萬曆二十四年（1596年）六月以军功加升按察使。二十六年七月升都察院右佥都御史、巡抚甘肃等处地方赞理军务，但被禮科給事中杨应文弹劾是枢臣李祯徇私灭旨，朦胧推举，刘敏宽被降职一级，仍旧管西宁兵备事。後加升陕西右布政使兼副使，仍抚治西宁兵备，二十八年七月升都察院右佥都御史、巡抚延绥等处地方赞理军务，七月因以西宁家丁营逃散，被礼科给事中王士昌论劾，回籍听勘。
起复原职，萬曆四十一年（1613年）十一月加升兵部左侍郎，四十二年三月以原官總督陕西三邊军务兼理粮饷兵部左侍郎兼右僉都御史，四十五年四月以京察令致仕。
天啓元年（1621年）十月，敘萬歷四十二等年延鎮功，加升兵部尚書，蔭一子錦衣衛指揮僉事世襲。三年十二月加太子太保，天啓五年卒，赐祭葬，贈太保。
墓在運城東五里。

## 著作
有《延鎮圖說》。萬曆二十三年任西宁兵备道期間，与同知龙膺纂修《西宁卫志》，开创了青海地区编史修志之先河。
- 湟中纪事

亲提义旅虎台西，夜向荒祠藉草栖。
秉烛措筹劳待旦，雄心起舞陋闻鸡。

## 家族
曾祖劉芳；祖父劉澤；父劉邦柱。母邵氏。慈侍下。兄劉得寬，按察司佥事；劉弼寬，知州；劉貞寬，貢士；弟劉中寬，貢士。
孫劉常洪荫授錦衣衛左所指揮僉事。